# North Canaan
North Canaan es un pueblo ubicado en el condado de Litchfield en el estado estadounidense de Connecticut. En el año 2005 tenía una población de 3.392 habitantes y una densidad poblacional de 67 personas por km².

## Geografía
North Canaan se encuentra ubicada en las coordenadas 42°01′21″N 73°17′27″O / 42.02250, -73.29083.

## Demografía
Según la Oficina del Censo en 2000 los ingresos medios por hogar en la localidad eran de $39,020, y los ingresos medios por familia eran $52,292. Los hombres tenían unos ingresos medios de $34,135 frente a los $23,705 para las mujeres. La renta per cápita para la localidad era de $18,971. Alrededor del 5.8% de la población estaban por debajo del umbral de pobreza.